# Christophe Bertjens
Christophe Bertjens (Tongeren, 5 januari 1993) is een Belgisch voetballer die uitkomt voor Bocholter VV. Bertjens is een aanvaller.

## Carrière
Z'n eerste voetbalpasjes zette Bertjens in 1999 bij KFC Sparta Kolmont. Via KSK Tongeren raakte hij in 2008 bij STVV. In de zomer van 2009 begon hij aan het seizoen met de U17. Enkele weken later mocht hij overstappen naar de U19 en kwam hij regelmatig aan de bak bij de beloften. Op 13 mei 2010 maakte hij z'n debuut in Eerste klasse: in de barragewedstrijd tegen RC Genk in de strijd om het Europa League-ticket viel hij in de 88e minuut in voor Sebastien Siani.

## Statistieken
| Seizoen         | Club                    | Competitie             | Competitie | Competitie | Beker | Beker | Totaal | Totaal |
| Seizoen         | Club                    | Competitie             | Wed.       | Dlp.       | Wed.  | Dlp.  | Wed.   | Dlp.   |
| --------------- | ----------------------- | ---------------------- | ---------- | ---------- | ----- | ----- | ------ | ------ |
| 2009/10         | Sint-Truidense VV       | Jupiler Pro League     | 1          | 0          | 0     | 0     | 1      | 0      |
| 2010/11         | Sint-Truidense VV       | Jupiler Pro League     | 10         | 1          | 1     | 0     | 11     | 1      |
| 2011/12         | Sint-Truidense VV       | Jupiler Pro League     | 7          | 0          | 1     | 0     | 8      | 0      |
| 2012/13         | Sint-Truidense VV       | Tweede klasse          | 4          | 0          | 1     | 1     | 5      | 1      |
| 2013/14         | → AS Verbroedering Geel | Tweede klasse          | 10         | 1          | 0     | 0     | 10     | 1      |
| 2014/15         | → Bocholter VV          | Derde klasse B         | 33         | 34         | 0     | 0     | 33     | 34     |
| 2015/16         | Lommel United           | Tweede klasse          | 26         | 8          | 2     | 2     | 28     | 10     |
| 2016/17         | Lommel United           | Tweede klasse          | 26         | 12         | 1     | 0     | 27     | 12     |
| 2017/18         | KVC Westerlo            | Eerste klasse B        | 2          | 0          | 0     | 0     | 2      | 0      |
| 2017/18         | Union Sint-Gillis       | Eerste klasse B        | 12         | 2          | 2     | 1     | 14     | 3      |
| 2018/19         | Bocholter VV            | Tweede klasse amateurs | 27         | 18         | 2     | 1     | 29     | 19     |
| 2019/20         | Bocholter VV            | Tweede klasse amateurs | 24         | 11         | 1     | 1     | 25     | 12     |
| Carrière totaal | Carrière totaal         | Carrière totaal        | 182        | 86         | 11    | 6     | 193    | 92     |